# Haplochernes madagascariensis
Haplochernes madagascariensis – gatunek zaleszczotka z rodziny Chernetidae i rodzaju Haplochernes.

## Występowanie
Gatunek ten jest endemitem Madagaskaru i jedynym znanym, madagaskarskim przedstawicielem swojego rodzaju.